# حمامى هامشية
هو الطفح التقليدي الأولي المميز لداء لايم، وتحدث عند 90% من المصابين بهذا الداء، وذلك في الطور الباكر منه خلال بضعة ساعات حتى أسابيع من عضة القراد المصاب بجرثومة البورلية البرغدورفيرية.
إلا أنَّ ظهور هذه الحمامى ليس مؤكدًا للإصابة بداء لايم. فقد شوهدت هذه الحمامى عند مرضى في مناطق لا يتوطن فيها داء لايم، ولم تظهر الجرثومة في العينات المأخوذة منهم، وكانت الفحوص المصلية لهم سلبية للبورلية البرغدورفيرية.
يتميز شكلها بوجود حلقة خفيفة الحمرة تحيط بالطفح وتحيط بها حلقة حمراء. لكن تختلف الصورة النسيجية والسريرية لها؛ حيث يمكن أن تكون حمامى وحيدة مفردة ويمكن أن تظهر عدة حمامات(في الطور الأولي)، ورغم أنه لا تترافق عادةً بأعراض سريرية، إلا أنه وفي بعض الحالات يظهر على المصاب ارتفاع في الحرارة وتعب وصداع وألم عضلي.

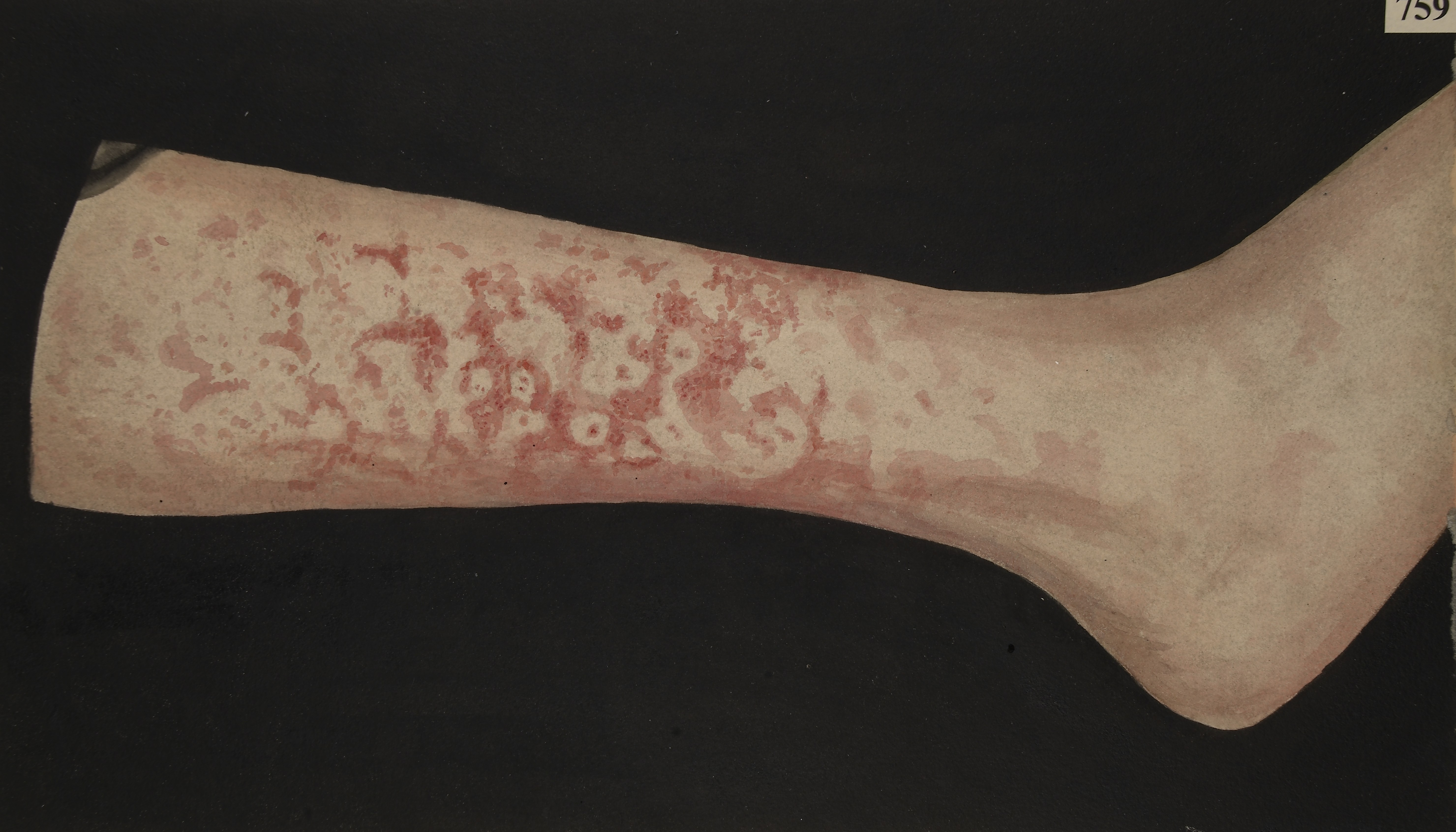

يشير عادةً حجم الآفة لمدة الإصابة. ولقد حدد مركز مكافحة الأمراض قطر الآفة بكون أكبر من 5 سم، لذلك فالتظاهرات غير المعدية لعضات الحشرات المشابهة له تُتسثنى من هذه التسمية، إلا أنه لا يعتمد على الشكل وحده لاستثناء الإصابة في حال توافق السمات السريرية والوبائية أيضًا مع المريض.

## سببها
السبب الأشيع لهذه الحمامى هي الإصابة بداء لايم، وتسببه جرثومة البورلية برغدورفيرية، وهي جراثيم متحركة من الملتويات لا تفرز ذيفانات داخلية ولا خارجية.
تنتقل للإنسان عن طريق عضة القراد، فتتضاعف موضعيًا مكان العضة مؤديةً لمظهر الحمامى، ثم تنتشر الجرثومة لمناطق مختلفة مسببةً حمامات متعددة، ما قد يترافق حينها مع أعراض من ألم المفاصل وأعراض عصبية.

## التشخيص
- لا توجد طريقة يمكن التعويل عليها في تشخيص داء لايم عند وجود هذه الحمامى في الطور الأولي. لكن ينصح تبعًا لمظهرها البدء بالعلاج.
- بالنسبة للطور الثانوي يمكن أخذ عينات وإجراء فحوص تلوين بملون وارثن ستاري الفضي Warthin-Starry silver stain.

## العلاج
تختفي الحمامى وحدها، ثم تعود للظهور في الطور الثانوي، وعمومًا العلاج هو علاج داء لايم المترافق معه ظهور هذا الطفح، ويشمل:

### البالغين
بالدرجة الأولى:
- دوكسيسايكلين.
- أموكسيسيلين.
- سيفيوروكزيم.

بدائل:
- أزيثرومايسين.
- كلاريثروميسين.
- إريثروميسين.

### الأطفال
تُستخدم معالجة الكبار (مع ضبط الجرعات) باستثناء الدوكسيسيكلين.